# مرض القلب الزراقي
داء القلب الزراقي (بالإنجليزية: Cyanotic heart defect)‏ هو نوعٌ من مجموعة أمراض القلب الخلقية (واختصارها CHDs)، حيث تبدو بشرة المريض زرقاء اللون (الزرقة المرضية)، بسبب الدم غير المؤكسد الذي يتخطى الرئتين ويدخل مباشرةً في الدورة الدموية الكبرى، وينجم هذا المرض عن أسبابٍ عدة منها التحويلات من الأيمن للأيسر أو ثنائية الاتجاه أو سوء تَوَضُّعِ الشرايين الكبرى مما يؤدي إلى الزرقة.

## العلامات والأعراض
- تعجّر (مثل تعجر الأصابع و تعجر الأظافر)
- المريض في وضعية القرفصاء
- زرقة - تغير لون الوجه (وخصوصا الشفاه) وأرقام تغيير اللون (الأصابع وأصابع القدم).
- بكاء
- تعكر المزاج / التهيج
- عدم انتظام دقات القلب
- تسارع النفس
- المريض له سابقة من سوء التغذية
- تضخم إصبع القدم الكبير والأظافر على غير العادة
- تأخر النمو (البيولوجي والنفسي)

## فئات وتصنيفات أمراض القلب الزرقى
أمراض القلب الزرقي نسبتها تقريبا 25% من عيوب القلب الخلقية، وتشمل ما يلي:
- رباعية فالو (ToF)
- اتصال رئوي وريدي شاذ
- متلازمة القلب الأيسر الناقص التنسج (HLHS)
- تغيير وضع الأوعية الكبيرة (d-TGA)
- الجذع الشرياني المستديم
- رتق الصمام الثلاثي الشرف
- انقطاع قوس الأبهر
- رتق الرئة (PA)
- تضيق رئوي (حرج)
- متلازمة إيزنمنغر (انعكاس التحويلة بسبب فرط ضغط الدم الرئوي)
- قناة شريانية مفتوحة (يمكن أن تؤدى إلى زرقة في المرحلة الأخيرة) [1]

## أمراض قلب لازراقية
أمراض القلب غير الزرقية هي الأكثر شيوعاً لأنها الأكثر نجاة. في تلك الأمراض تكون التحويلة أصلاً من اليسار (غير المؤكسد) إلى اليمين (المؤكسد) وهم:
- عيب الحاجز الأذيني
- عيب الحاجز البطيني
- تضيق الأبهر (الأورطي) (يمكن أن يسبب زرقة في بعض الحالات).
- البطين ثنائي المخرج (اليمين واليسار).